# U-634
Unterseeboot 634 foi um submarino alemão do Tipo VIIC, pertencente a Kriegsmarine que atuou durante a Segunda Guerra Mundial.

## Comandantes
| Comandante                | Data                                         |
| ------------------------- | -------------------------------------------- |
| Oblt. Hans-Günther Brosin | 6 de agosto de 1942 - 2 de fevereiro de 1943 |
| Oblt. Eberhard Dahlhaus   | 28 de janeiro de 1943 - 30 de agosto de 1943 |

## Subordinação
Durante o seu tempo de serviço, esteve subordinado às seguintes flotilhas:
| Período                                       | Flotilha                                  |
| --------------------------------------------- | ----------------------------------------- |
| 6 de agosto de 1942 - 31 de janeiro de 1943   | 5. Unterseebootsflottille (treinamento)   |
| 1 de fevereiro de 1943 - 30 de agosto de 1943 | 9. Unterseebootsflottille (serviço ativo) |

## Operações conjuntas de ataque
O U-634 participou das seguinte operações de ataque combinado durante a sua carreira:
- Rudeltaktik Westmark (6 de março de 1943 - 11 de março de 1943)
- Rudeltaktik Amsel (22 de abril de 1943 - 3 de maio de 1943)
- Rudeltaktik Amsel 2 (3 de maio de 1943 - 6 de maio de 1943)
- Rudeltaktik Elbe (7 de maio de 1943 - 10 de maio de 1943)
- Rudeltaktik Elbe 1 (10 de maio de 1943 - 14 de maio de 1943)